# 水沢うどん

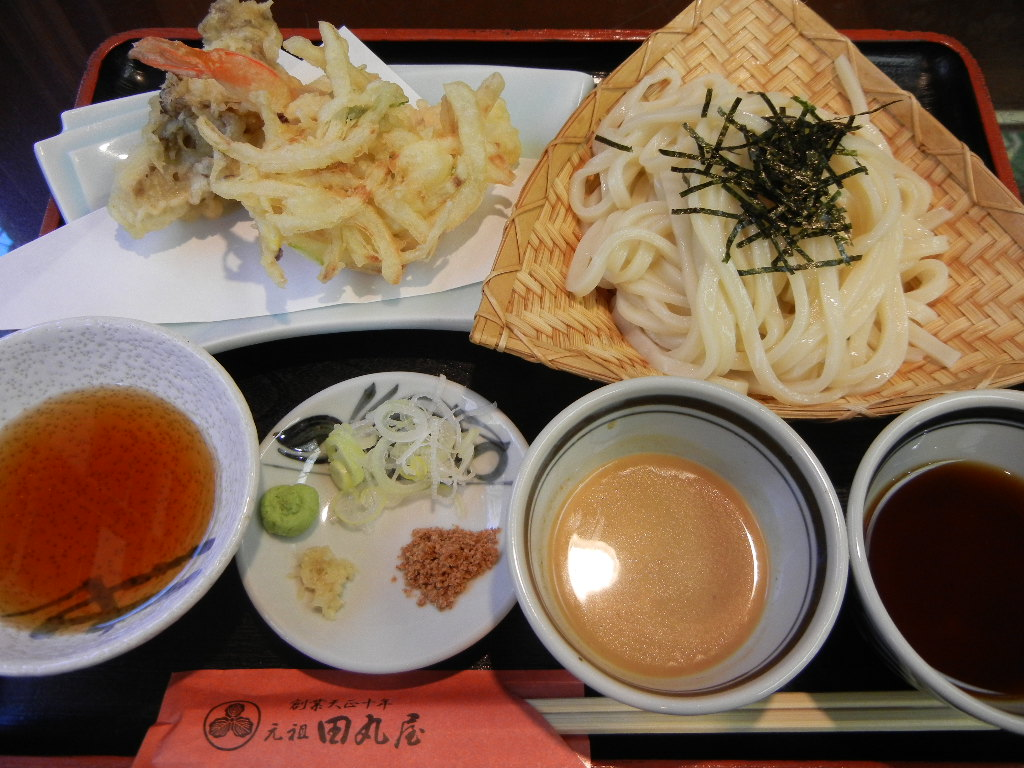
水沢うどん（田丸屋）

水沢うどん（みずさわうどん）とは、群馬県渋川市伊香保町水沢付近で名物料理とされるうどんである。
諸説あるが讃岐うどん・稲庭うどんと並んで、日本三大うどんの一つとされる。

## 概要
水沢うどんは、水澤寺（水澤観音）付近で参拝客向けに提供されたことが始まりとされる手打ちうどんである。
麺は若干細めでコシと弾力があり、ところどころ透き通るつるつるした白い麺である。冷たいざるうどんで提供される場合が多い。つけ汁は、しょうゆだれやゴマだれなど、店によって異なる。
麺は、コネ・伸ばしと寝かせを繰り返し、切って麺にしたあと乾燥させたものをお土産用として販売している。また、群馬や関東一帯では、パック詰めの冷蔵生麺が、一般的なスーパーでも販売されている。

## 水沢うどん商標登録店組合加盟店

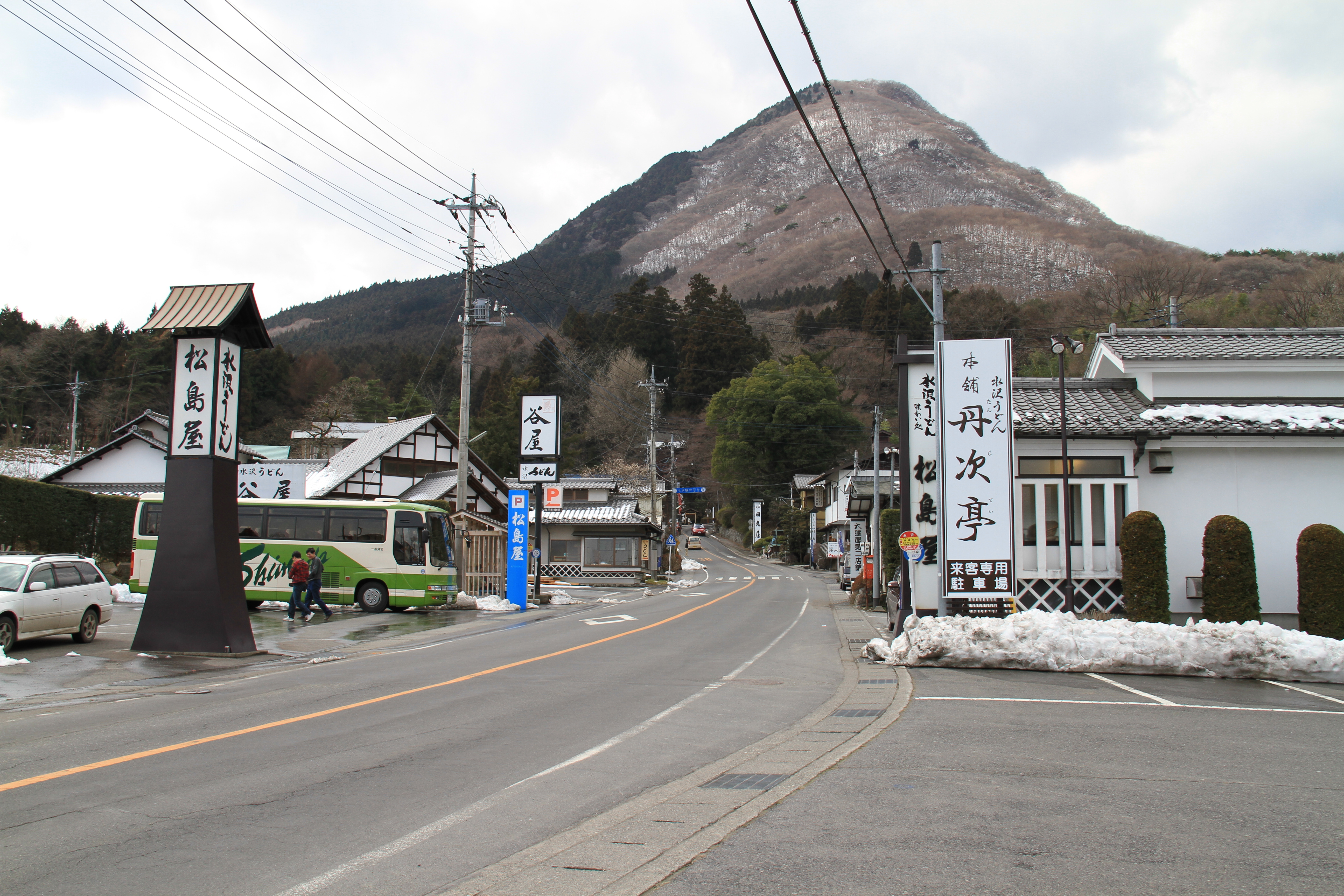
群馬県道15号前橋伊香保線沿いに水沢うどん店が軒を連ねる

伊香保温泉南東約4kmの水澤寺近く「水沢うどん街道」周辺の13軒の店が加盟している。

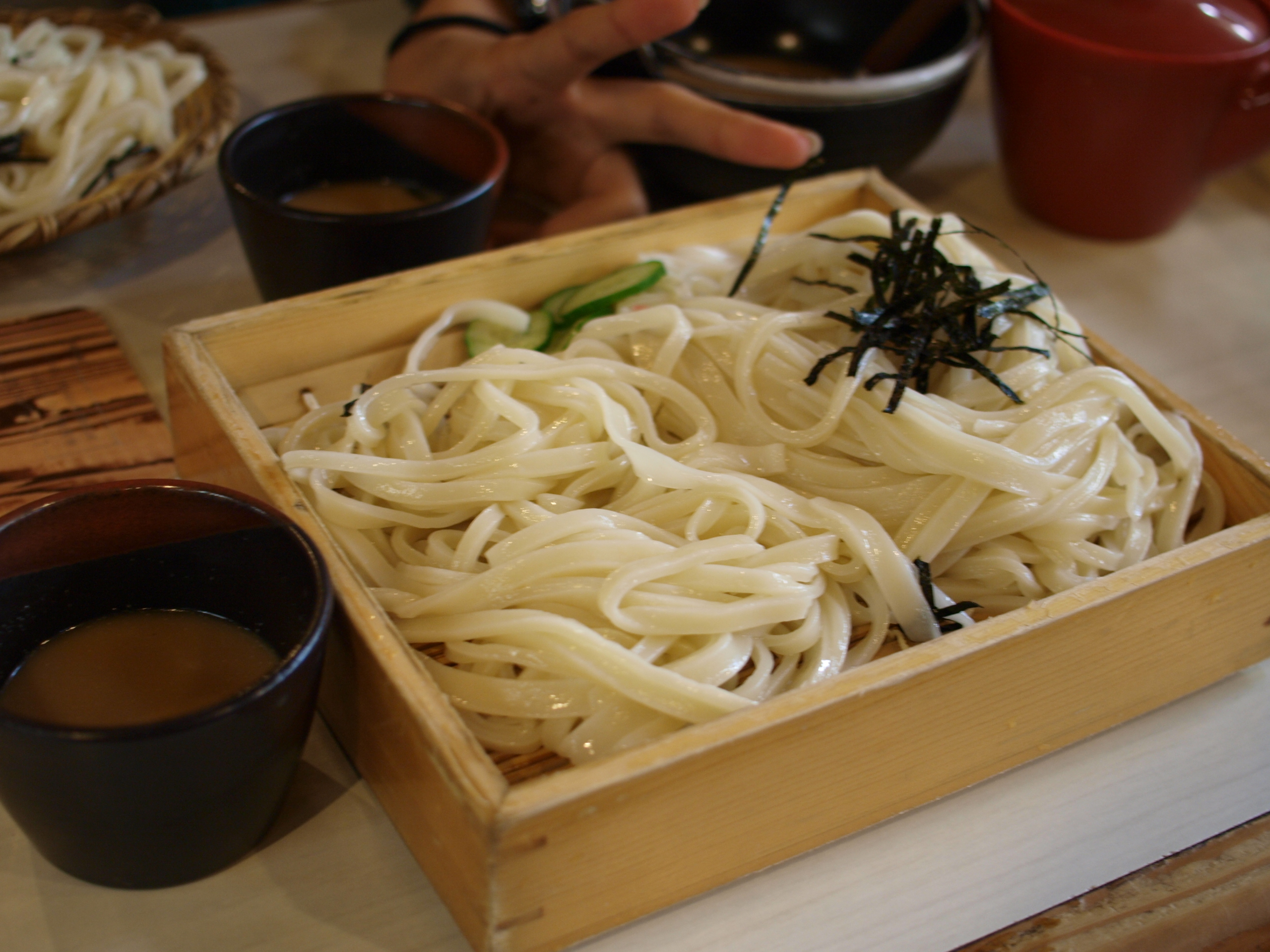
清水屋
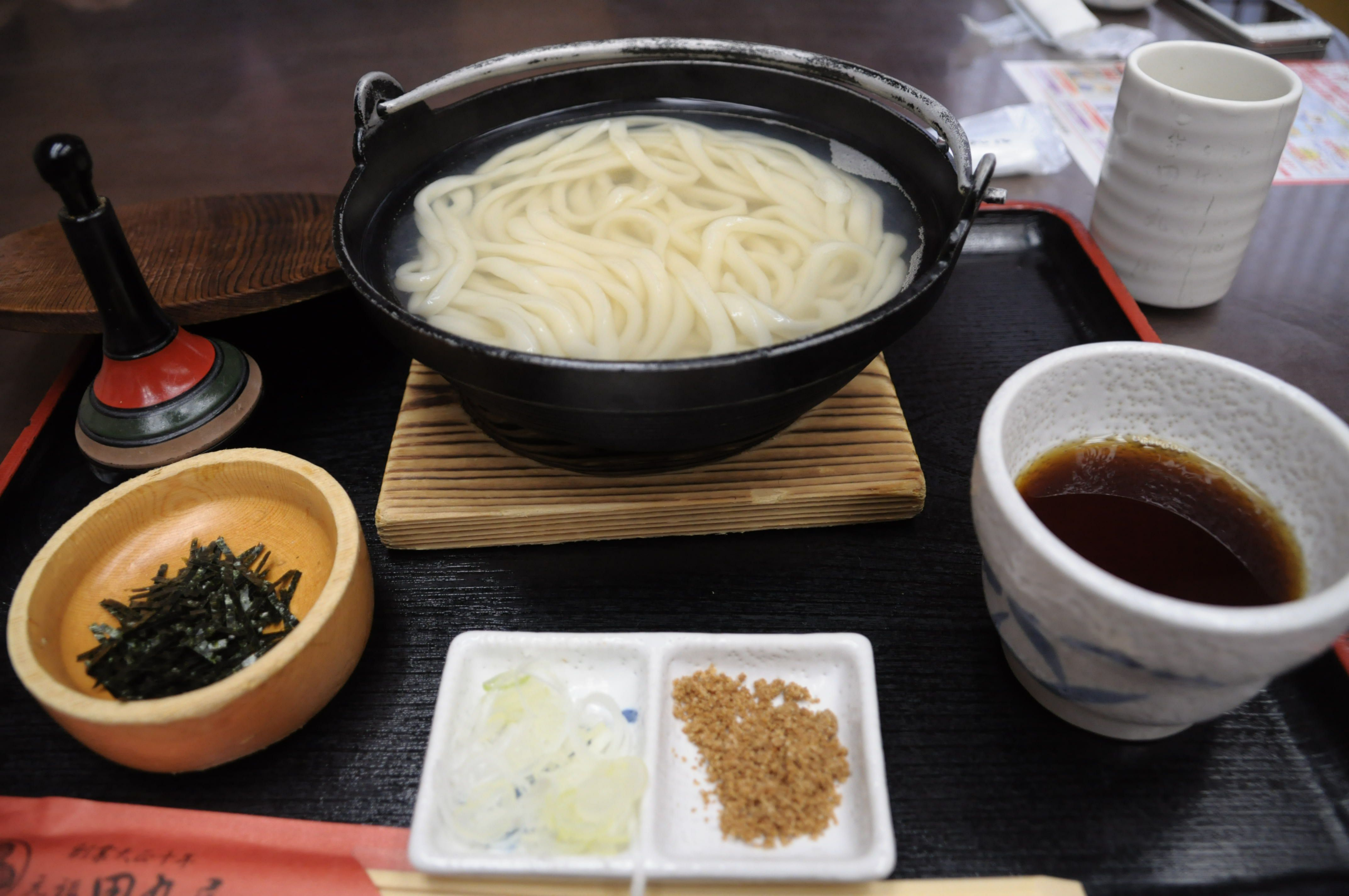
田丸屋
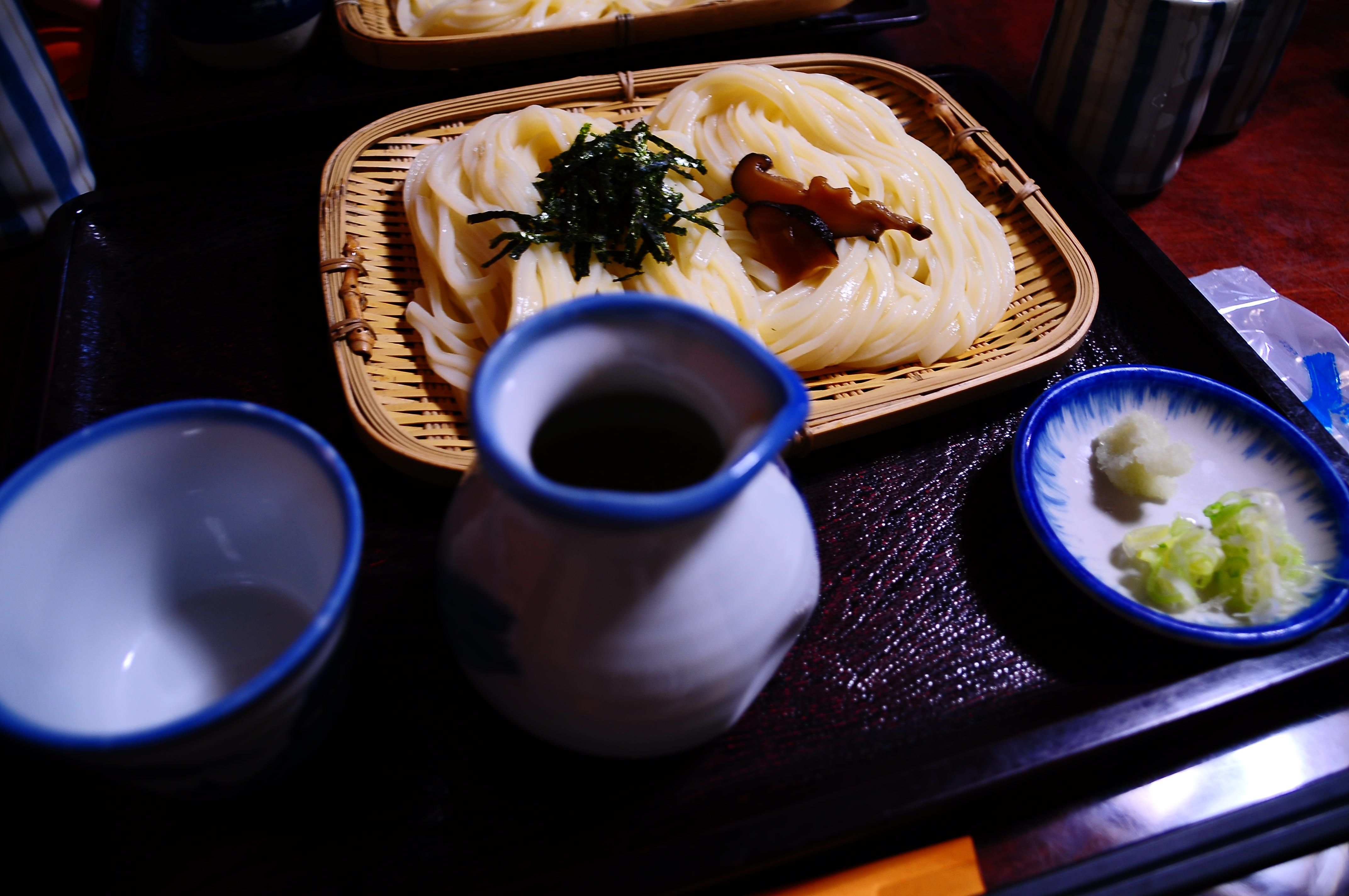
松島屋
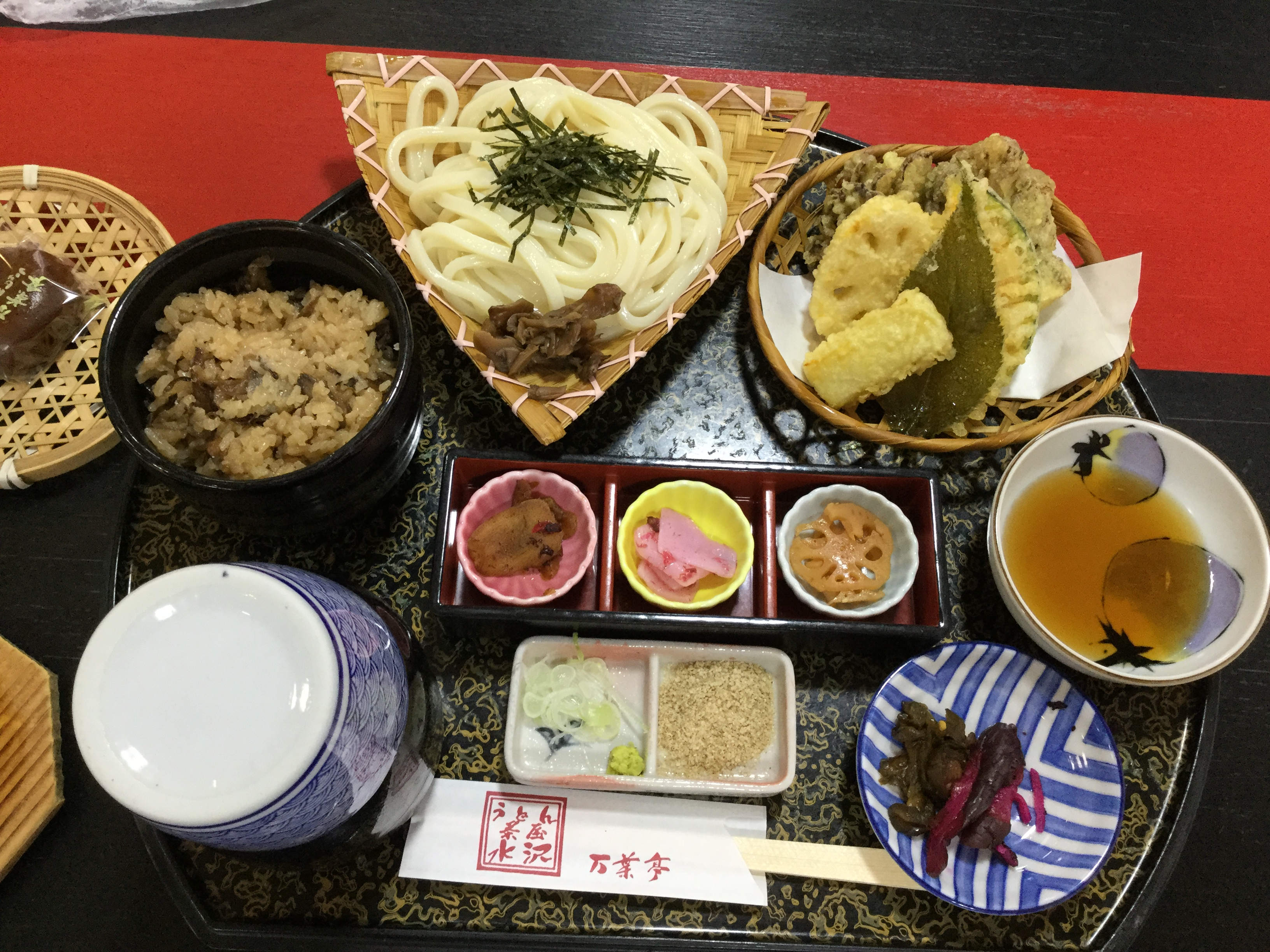
万葉亭
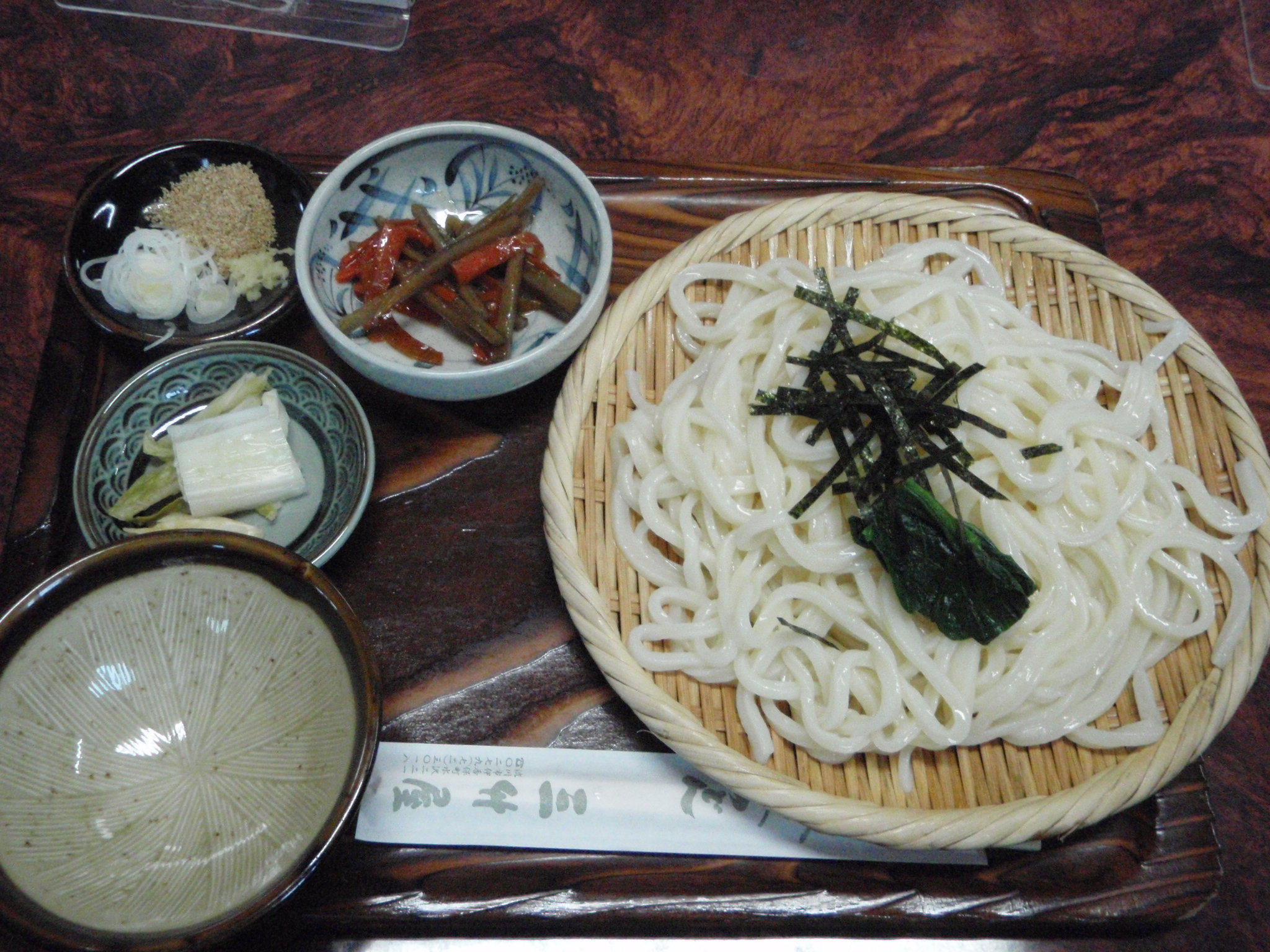
三升屋